# Empire (canción de Shakira)
«Empire» —en español: «Imperio»— es una canción interpretada por la cantante colombiana Shakira. Forma parte de su álbum de estudio autotitulado Shakira, el décimo que ha publicado en su trayectoria profesional. Fue lanzada el 24 de febrero de 2014 como el primer sencillo promocional y más luego como segundo sencillo. El tema está producido por Shakira y Steve Mac, mientras que la composición está a cargo del último con Ina Wroldsen. El tema es una balada rock sobre la búsqueda de un amor tan poderoso que su imperio podría hacer que «el mundo se uniera».
Tras su lanzamiento, el tema fue aclamado por la crítica musical, que elogió a la cantante por volver a sus raíces del rock. Algunos incluso la llamaron una balada preciosa y compararon su voz con la de Tori Amos, Jewel, Joni Mitchell y Alanis Morissette. El sencillo vendió poco más de un millón de copias solo en Estados Unidos por lo que la RIAA le otorgó un disco de platino.
La canción está acompañada de un vídeo estrenado el 25 de marzo de 2014. Darren Craig, Jonathan Craven y Jeff Nicholas dirigieron el vídeo musical de la canción, que retrata a Shakira como una novia en fuga con su vestido en llamas y por el lado de un acantilado. El tema fue interpretado en IHeartRadio, junto a otras canciones del álbum, así como en el The Tonight Show Starring Jimmy Fallon, The Today Show y The Voice UK. Por otra parte, fue una de las canciones interpretadas durante el espectáculo de medio tiempo del Super Bowl LIV, llevado a cabo el 2 de febrero de 2020.

## Antecedentes y publicación
Tras el éxito de su noveno álbum de estudio Sale el sol (2010), el 1 de septiembre de 2013, Shakira dio una actualización sobre su álbum, diciendo: «¡Increíble día en el estudio, 2 años y finalmente me siento tan cómoda en estas canciones como [yo] en mis pantalones vaqueros rasgados!».
En noviembre de 2011 Shakira dijo sobre su décimo álbum: «Ya empecé a escribir nuevo material que he comenzado a explorar en el estudio de grabación cada vez que tengo tiempo en Barcelona y aquí en Miami estoy trabajando con diferentes productores y DJs,.. y trato de alimentarme de eso y encontrar nuevas fuentes de inspiración y una nueva motivación musical. Estoy ansiosa por regresar al estudio. Mi cuerpo lo está pidiendo a gritos». Trabajó con productores como Benny Blanco, DJ Tiesto, RedOne, Max Martin, Dr. Luke, LMFAO, Akon, Fernando Garibay, Sia, Ester Dean, Skrillex, The Runners, The Dream y Shea Taylor.
Inicialmente se habló que el primer sencillo del álbum iba a ser «Truth or Dare (On the Dancefloor)», el vídeo musical fue filmado en Lisboa el 29 de junio de 2012. Sin embargo, debido a su embarazo inesperado, se pospusieron los planes.
Peter Edge —director general de RCA Records— dijo a Billboard en octubre de 2013: «[Hay una] nueva canción de Shakira que va a ser un evento único, tenemos la intención de tener un vistazo antes de que finalice [2013]». El 23 de noviembre de 2013, Shakira afirmó que ella está escribiendo las últimas letras para el álbum. En diciembre de 2013, se anunció que el nuevo sencillo de Shakira se había retrasado hasta enero de 2014 y que la artista invitada en la canción es Rihanna. El 8 de diciembre de 2013; Shakira tuiteó: «Acabo de terminar el video de mi primer sencillo con el director Joseph Kahn». El 6 de enero de 2014, tanto Shakira y Rihanna publicaron en sus respectivas cuentas de Twitter que el tema llevaba por nombre «Can't Remember to Forget You», y será lanzado el 13 de enero de 2014. Luego del lanzamiento del primer sencillo del décimo álbum de estudio, se dio a conocer que el álbum será homónimo y saldrá al mercado el 25 de marzo de 2014.
El 24 de febrero Popjustice anunció que «Empire» era el segundo sencillo del álbum, la portada es sencilla, Shakira con un vestido blanco sin espalda y el pelo recogido. La pista se estrenó el mismo día en su cuenta de VEVO, y se ofreció como descarga digital gratuita como pre ordenamiento del álbum.

## Composición
«Empire» está escrita por el británico Steve Mac y la noruega Ina Wroldsen, mientras que la producción quedó a cargo de Mac y Shakira. El tema pertenece al género rock, en el principio con una introducción acústica, antes de que Shakira suelte su «explosión interna» y sus «aullidos de camino», a través del coro, de acuerdo a Mike Wass de Idolator. Líricamente, «Empire» habla sobre un estallido de pasión, en la que la cantante simplemente no lo puede expresar con palabras: «The empires of the world unite / we are alive», su belt está fuera de pista. «And the stars make love to the universe / You're my wildfire every single night / We are alive».
La colombiana Leila Cobo de Billboard señala que «Empire» suena como a «Little Earthquakes» de Tori Amos, y escribe: «La fragilidad en la voz de Shakira, las cuerdas de fondo son un inquietante recuerdo de "Little Earthquakes" de Amos». Michelle McGahan de PopCrush comparó la fuerte voz de Shakira como «una combinación de Jewel y The Cranberries en los años noventa». Maggie Pannacione de ArtistDirect comparó el tema con canciones de Alanis Morissette y Joni Mitchell, pero resalta que «Shakira se ve de manera latina».

## Vídeo musical
El 10 de marzo de 2014, Shakira publicó en sus redes sociales fotos de ella misma grabando el vídeo, en las imágenes se ve a la cantante con un vestido de novia blanco. El 13 de marzo de 2014, un video lírico fue subido a su cuenta de YouTube. Mike Wass de Idolator lo llamó "un documental de naturaleza bellamente filmada con una banda sonora bastante increíble". Luego pasó a describir el video lírico, afirmando que, "La fiesta visual cuenta con cámara lenta fotografía de semillas que brotan y flores que florecen. La versión del tema utilizada en el "lyric video" no contiene los sonidos orientales usadas en la versión del álbum, además hay un "hooo" extra en el minuto 2:40.
El vídeo musical oficial fue estrenado el 25 de marzo de 2014, fue dirigido por Darren Craig, Jonathan Craven y Jeff Nicholas. En el video, se ve a Shakira entrando al altar de una iglesia vestida de novia, pero en un giro radical, Shakira tiene un cambio de sentimientos brusco y recogiendo sus faldas para salir corriendo hacia campo verde. Luego se ve a la artista en escenas mezcladas en las cuales está parada en las escaleras de la iglesia con la copla de su vestido en llamas y otras en las que canta al aire libre, a medida que avanza el vídeo el cielo se torna de varios colores y formas surreales, luego aparecen escenas en las que aparece con un vestido color negro en la misma iglesia pero destruida sin la cruz en el altar y totalmente abandonada, a medida que finaliza el video shakira pasa de tomar una actitud de rabia y descontrol a una totalmente tranquila, el video cierra con sus brazos al aire iluminada por una luz que brilla desde el techo de la iglesia. El vídeo fue filmado en la ciudad de Esparreguera (España), cerca de un barrio abandonado.

## Posicionamientos

### Semanales
| Bélgica        | Ultratip — Valonia               | 1  |
| Corea del Sur  | Gaon International Digital Chart | 97 |
| Croacia        | Croatian Airplay Radio Chart     | 70 |
| Escocia        | Scottish Singles Chart           | 21 |
| Eslovaquia     | Rádio Top 100 Chart              | 58 |
| España         | PROMUSICAE                       | 29 |
| Estados Unidos | Billboard Hot 100                | 58 |
| Francia        | SNEP                             | 82 |
| Irlanda        | Irish Singles Chart              | 64 |
| Reino Unido    | UK Singles Chart                 | 25 |

## Certificaciones
| Continente     | Proveedor | Certificación | Ventas Certificadas |
| -------------- | --------- | ------------- | ------------------- |
| Estados Unidos | RIAA      | Platino       | 1 000 000           |

## Créditos y personal
- Voz — Shakira Mebarak
- Producción — Steve Mac, Shakira
- Composición — Steve Mac, Ina Wroldsen
- Ingeniería de sonido — Dann Pursey, David Clauss
- Mezcla — David Clauss, Joel Condel
- Guitarra — Paul Gendler
- Instrumentación de cuerda — Gerges Sobhy, Hossam Ramzy

Fuente: Notas del disco Shakira